# Chinmi
Chinmi (珍味) est un terme japonais, qui peut littéralement être traduit par « goût rare », mais il serait plus exact de le traduire par « friandise ». Beaucoup de cuisines locales au Japon ont vu leur popularité décliner, ou rester endémique à leur lieu d'origine. Parmi celles-ci, beaucoup sont basées sur les produits de la mer.
Les chinmi sont donc des spécialités locales, considérées comme rares et raffinées, que l'on consomme un peu comme une friandise. Les 3 chinmi les plus connus sont la rogue d'oursin en salaison (uni), les rogues de mulet (karasumi) et les viscères macérés du concombre de mer (konowata).

## Liste

### Autour d'Hokkaidō
- Hizunamasu.
- Ikanankotsu.
- Kankai.
- Kirikomi.
- Matsumaezuke (en).
- Mefun (en).
- Saketoba, saumon fumé.
- Tachikama.
- Uni, rogue d'oursin en salaison.

### Tohoku
- Awabi no kimo, organes internes d'abalone broyés.
- Donpiko, cœur de saumon.
- Hoya, ananas de mer.
- Momijizuke, morceaux de saumon et d'ikura saumurés ensemble.
- Tonburi, spécialité de la préfecture d'Akita aussi appelée « caviar de la terre ».

### Kanto
- Ankimo, foie d'anko.
- Chikuwabu.
- Kusaya (en), poissons séchés et saumurés des îles d'Izu.

### Chūbu
- Fugu no Ranso no Nukazuke (ja), ovaires de poisson dans du riz.
- Hebo.
- Ika no Maruboshi.
- Inago no Tsukudani (en).
- Konowata (en).
- Kuchiko (ja).
- Kuro zukuri (ja).
- ZazamushiII.

### Kinki
- Daitokuji Natto (ja).
- Funazushi (en).
- Kinzanji miso (ja).

### Chūgoku
- Hiroshimana (ja).

### Shikoku
- Chorogi (en).
- Katsuo no Heso.
- Shuto (en).
- Dorome (en).

### Kyūshū
- Gansuke (ja) (préfecture de Saga).
- Karashi Mentaiko (ja) (Fukuoka).
- Karashi Renkon (ja) (Kumamoto).
- Karasumi (Nagasaki).
- Okyūto (ja) (Fukuoka).

### Okinawa
- Tofuyo.
- Umibudō, algues.